# Ficus pumila
Ficus pumila L., 1753 , anche noto come fico rampicante e ooitabi (o "ōitabi", 大崖石榴) in lingua giapponese, è un piccolo arbusto rampicante sempreverde della famiglia delle Moracee, originario dell'Asia orientale (Cina, Giappone, Vietnam). Si è naturalizzato in alcune aree degli stati sudorientali degli USA.
L'epiteto specifico pumila deriva dal latino e significa nana, a indicare le ridotte dimensioni della specie.

## Descrizione
Ha portamento prostrato, e assurgente, utilizza le radici avventizie che si dipartono dai fusti per attaccarsi al supporto (di norma rupi o altri alberi), ha foglie cuoriformi o lanceolate, lucide e di consistenza anche molto robusta (come il cuoio).
Tipico delle moracee è di sviluppare foglie di dimensioni diverse in fasi diverse di vegetazione; anche i rami portanti i frutti sono diversi da quelli della vegetazione normale, assumendo portamento eretto per esporre i frutti stessi.
La condizione di essere rampicante è comune a molte Specie di fico tropicale, sia di Asia che di America. La definizione di "fico rampicante", in uso in Italia si giustifica col fatto che questa specie è l'unica rampicante che, per la sua relativa resistenza al freddo, è sufficientemente diffusa nei giardini italiani, dove il clima più temperato lo permette.
In condizioni adatte può crescere fino a 9-12 m.

## Biologia
La pianta è impollinata dall'insetto specie-specifico Wiebesia pumilae (sin. Blastophaga pumilae) (la pianta è impollinata solo ed esclusivamente da tale insetto, che vive in simbiosi con la pianta, nei paesi dove tale pianta è spontanea).
In natura la pianta ospita una farfalla, Marpesia petreus, le cui larve si alimentano delle sue foglie.

## Coltivazione
La pianta è moderatamente resistente al freddo, anche a temperature attorno allo zero centigrado, ma non resiste alle gelate; in zone temperate ed in siti protetti dal freddo (come su rupi o muri), tende a ricoprire e tappezzare, formando uno strato compatto, anche molto esteso.
In tali condizioni la pianta può divenire invadente e dannosa, dato che può penalizzare altre vegetazioni, e le radici avventizie possono danneggiare muri poco coerenti.

La moltiplicazione è molto facile ed avviene per talea o per margotta.
Occorre potare regolarmente per mantenere la vegetazione di forma compatta, e delimitata.
I frutti (siconi o fichi) della pianta pur non essendo tossici non sono commestibili (i frutti pur se fecondati non hanno una polpa di sapore dolce, ma sono pieni di una massa compatta di semi).
Nella varietà Ficus pumila var. awkeotsang, i numerosissimi piccoli semi contengono una sostanza che, macinata e mescolata con acqua, assume la forma di massa gelatinosa. Tale sostanza aromatizzata (tipicamente con agrumi) ed addolcita, è usata nel Sud Est asiatico per preparare dolci e gelatine commestibili.

## Avversità
Diversamente da altre specie di Ficus il F. pumilia resiste molto bene a parassiti e malattie, è però soggetta in condizioni non ottimali all'attacco di cocciniglie, afidi, acari e tripidi.